# The Chocolate Invasion
Trax from The NPG Music Club, Volume One: The Chocolate Invasion es el vigesimoctavo álbum de estudio del músico estadounidense Prince, publicado el 29 de marzo de 2004 por NPG Records.

## Lista de canciones
Todas las canciones escritas por Prince.
1. "When Eye Lay My Hands on U" - 3:45
2. "Judas Smile" - 6:37
3. "Supercute" - 4:17
4. "Underneath the Cream" - 4:04
5. "Sexmesexmenot" - 5:46
6. "Vavoom" - 4:40
7. "High" - 5:09
8. "The Dance" - 4:45
9. "Gamillah" - 3:13
10. "U Make My Sun Shine" - 5:52